# Літтл-Рівер-Академі (Техас)
Літтл-Рівер-Академі (англ. Little River-Academy) — місто (англ. city) в США, в окрузі Белл штату Техас. Населення — 1992 особи (2020).

## Географія
Літтл-Рівер-Академі розташований за координатами 30°59′23″ пн. ш. 97°20′49″ зх. д. / 30.98972° пн. ш. 97.34694° зх. д. (30.989602, -97.346898).  За даними Бюро перепису населення США в 2010 році місто мало площу 7,06 км², з яких 7,04 км² — суходіл та 0,01 км² — водойми. В 2017 році площа становила 4,96 км², з яких 4,95 км² — суходіл та 0,02 км² — водойми.

## Демографія
Згідно з переписом 2010 року, у місті мешкала 1961 особа в 704 домогосподарствах у складі 553 родин. Густота населення становила 278 осіб/км².  Було 749 помешкань (106/км²).
Расовий склад населення:
| - 88,5 % — білих - 1,4 % — чорних або афроамериканців - 0,5 % — азіатів - 0,4 % — корінних американців - 7,2 % — осіб інших рас |

До двох чи більше рас належало 2,0 %. Частка іспаномовних становила 18,0 % від усіх жителів.
За віковим діапазоном населення розподілялося таким чином: 29,6 % — особи молодші 18 років, 59,4 % — особи у віці 18—64 років, 11,0 % — особи у віці 65 років та старші. Медіана віку мешканця становила 34,2 року. На 100 осіб жіночої статі у місті припадало 97,3 чоловіків;  на 100 жінок у віці від 18 років та старших — 93,0 чоловіків також старших 18 років.
Середній дохід на одне домашнє господарство  становив 60 478 доларів США (медіана — 47 350), а середній дохід на одну сім'ю — 63 898 доларів (медіана — 50 500). Медіана доходів становила 34 583 долари для чоловіків та 32 470 доларів для жінок. За межею бідності перебувало 11,8 % осіб, у тому числі 16,7 % дітей у віці до 18 років та 4,2 % осіб у віці 65 років та старших.
Цивільне працевлаштоване населення становило 904 особи. Основні галузі зайнятості: освіта, охорона здоров'я та соціальна допомога — 27,8 %, роздрібна торгівля — 12,5 %, мистецтво, розваги та відпочинок — 10,4 %, виробництво — 9,1 %.